# Kinh tế Paraguay
Paraguay là một nền kinh tế thị trường có khu vực kinh tế phi chính thức lớn. Nông nghiệp giữ vai trò quan trọng trong nền kinh tế, song phân phối đất đai không bình đẳng đã tạo ra một tầng lớp nông dân làm thuê lớn. Một bộ phận lớn dân cư của Paraguay là những nông dân tự cung tự cấp. Những năm gần đây, tăng trưởng kinh tế được thúc đẩy bởi gia tăng xuất khẩu nông sản, đặc biệt là đậu tương. Cải cách chính sách tài chính và tiền tệ đã giúp cho kinh tế Paraguay ổn định hơn. Lạm phát đã giảm và đồng tiền của Paraguay đã lên giá. Tuy nhiên tình trạng thất nghiệp và thiếu việc làm ở khu vực thành thị vẫn luôn là vấn đề đối với Paraguay. Lợi thế của kinh tế Paraguay là dân số trẻ và tiềm năng thủy điện dồi dào. Tuy nhiên, hiếm tài nguyên khoáng sản và bất ổn định chính trị gần đây đã làm cho các lợi thế kinh tế mất ý nghĩa. Chính phủ nỗ lực thu hút vốn đầu tư nước ngoài.

## Cơ cấu nền kinh tế

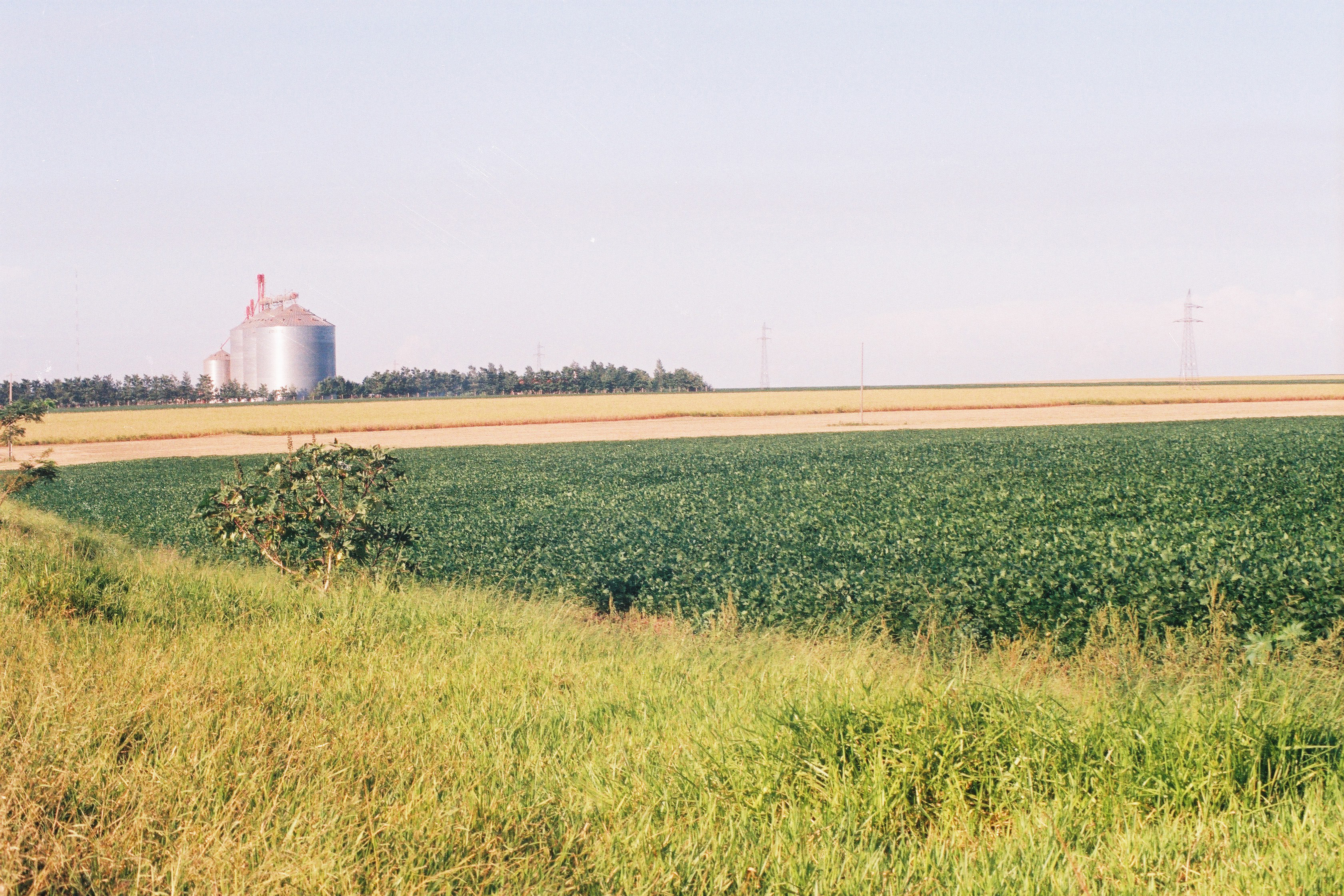

Thành phần quan trọng nhất của nền kinh tế Paraguay là ngành nông nghiệp, trong đó đã đóng góp 27% vào GDP trong năm 2006. Sự đóng góp của thương mại điện tử là 20,2%, và các dịch vụ khác, bao gồm cả cho chính phủ là 38,4%. Một phần của công nghiệp (bao gồm cả khai thác mỏ và xây dựng) được khoảng 20%.
Sau nhiều năm của cuộc khủng hoảng kinh tế, giữa những năm 1999 và 2002, nền kinh tế Paraguay đã tăng trưởng ở giữa khoảng 2,9 và 4,1%/năm từ năm 2003 đến năm 2006. Đối với năm 2007, tăng trưởng ước tính khoảng 6,4%. Lạm phát năm 2007 đạt 6,0%.
Hầu hết các doanh nghiệp nhỏ, vi mô và cá nhân, bao gồm cả việc sinh hoạt như người bán hàng rong. Chỉ có 4% lực lượng lao động Paraguay làm việc trong các công ty có hơn 50 nhân viên.
Trong tháng 6 năm 2007 ngoài lượng dự trữ ngoại hối là 2.153 triệu đô la Mỹ và các khoản nợ chính thức của nước ngoài là 2.154 triệu đô la Mỹ, gần đạt mức cân bằng nhau.
Thặng dư tài chính tạm báo cáo là 0,5% GDP trong năm 2006 và 2007.
Nền kinh tế Paraguay (GDP) tăng trưởng 5,8% trong năm 2008, khu vực kinh tế phát triển nhanh nhất là nông nghiệp với tốc độ tăng 10,5%

## Các ngành kinh tế

### Nông nghiệp, lâm nghiệp
Theo truyền thống, nền kinh tế Paraguay dựa trên gia súc nuôi và trồng trọt của mì, mía, bông, đậu nành và Yerba mate. Trong những năm qua, đậu nành đã trở thành sản phẩm nông nghiệp chính của Paraguay, và là sản phẩm xuất khẩu chính của đất nước. Sự gia tăng của sản xuất đậu nành góp phần thay đổi quan trọng về cấu trúc trong các khu nông thôn của Paraguay, chẳng hạn như giảm công ăn việc làm và cơ giới hoá nông nghiệp càng lớn của quá trình nuôi trồng.
Đồng thời, các sản phẩm như trái cây, lúa mì, stevia và đường hữu cơ đạt đến các thị trường bên ngoài và góp phần đa dạng hóa cao của một khu vực kinh tế chính Paraguay. Tính đến tháng 1 năm 2009 một số đồn điền trồng cây jatropha được dự kiến dành cho các khu khô cằn nhất của Gran Chaco.
Nông nghiệp chiếm khoảng 20 phần trăm của tổng sản phẩm trong nước hàng năm của Paraguay (25 phần trăm năm 2004) và hầu như toàn bộ các khoản thu nhập của xuất khẩu quốc gia. Đây là lớn nhất và phù hợp nhất nguồn gốc của việc làm của Paraguay, sử dụng khoảng 45 phần trăm dân số làm việc. Ngoài những người tham gia vào lĩnh vực nông nghiệp chính thức, hàng ngàn gia đình Paraguay sống sót thông qua nền nông nghiệp tự túc.
Paraguay sản xuất đủ lương thực cơ bản được chủ yếu là tự túc. Ngô, sắn và lúa mì là cây lương thực chính cho tiêu thụ địa phương.
Việc tăng giá gạo trên toàn cầu trong năm 2007/2008 là một sự thúc đẩy lớn cho ngành nông nghiệp. Mở rộng trồng lúa mì, vì vậy đã làm lúa. Đáng kể nhất là sự gia tăng của sản xuất đậu nành. Năm 2004, Paraguay đã có khoảng 1,6 triệu ha chuyên dụng để biến đổi gen (GM). Giá trị xuất khẩu của đậu nành và các sản phẩm dẫn xuất từ nó tăng từ 1,25 tỷ USD năm 2007 lên 2,54 tỷ USD trong năm 2008.

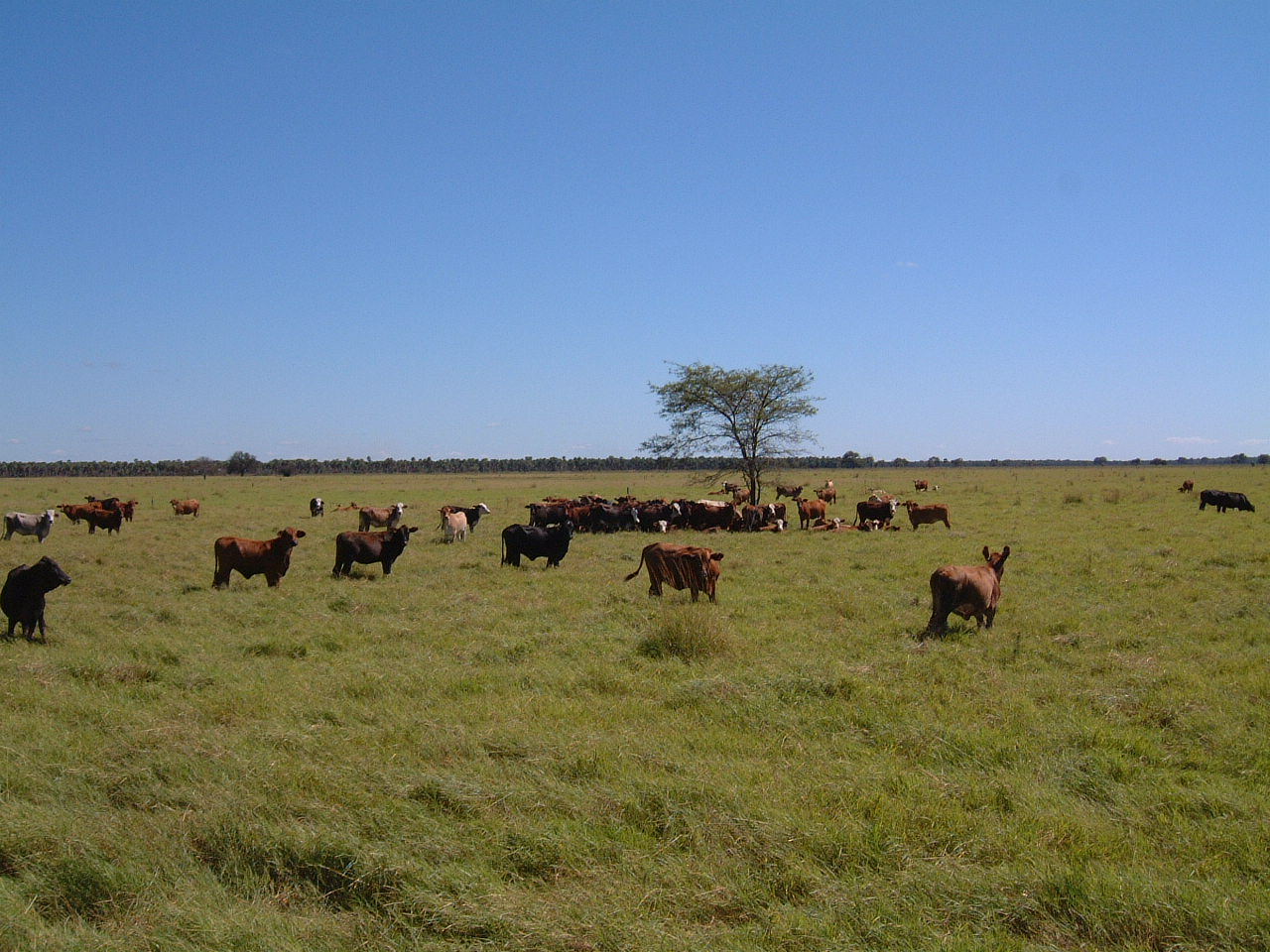
Gia súc trên đất liền trong khoảng Chaco

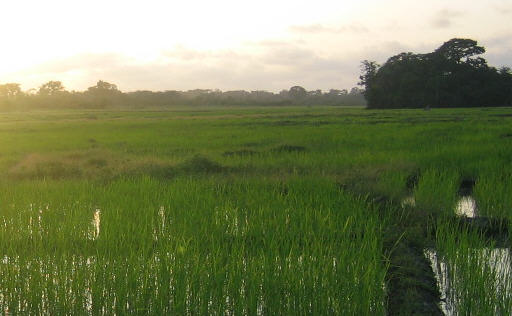
Lúa

Đồng bằng Chaco phía đông của Paraguay hỗ trợ chăn nuôi bò sữa của đất nước và nông trại theo hướng công nghiệp. Đằng sau đậu nành, xuất khẩu thịt bò chiếm một phần quan trọng của ngành nông nghiệp của Paraguay. Ngoài ra, Paraguay sản xuất đủ để cung cấp đủ thịt bò, thịt heo, bò sữa và các sản phẩm đáp ứng nhu cầu trong nước. Việc phát hiện ra trường hợp bệnh lở mồm long móng trong năm 2002 và 2003 đã dẫn tới một lệnh cấm thịt bò của Paraguay ở nhiều nước. Tuy nhiên, trong sản xuất và xuất khẩu thịt 2004 của Paraguay đã có ảnh hưởng ngược trở lại. Theo kết quả của việc tăng giá quốc tế và phục hồi của thị trường quan trọng như Chile hoặc Nga, xuất khẩu thịt Paraguay đã tăng đến 143 triệu đô la Mỹ trong năm 2004. Kim ngạch đạt 353 triệu đô la Mỹ trong năm 2007 và 597 triệu đô la Mỹ trong năm 2008. Hiện nay, Paraguay có một đàn gia súc quốc gia nằm trong khoảng 9 đến 10 triệu đầu gia súc.
Mua đất của người nước ngoài, được thu hút bởi giá trị đất thấp, có cho lâu dài đã có một tính năng của sản xuất nông nghiệp Paraguay.
Rừng của Paraguay đáp ứng đầy đủ nhu cầu trong nước cho gỗ xẻ và gỗ nhiên liệu. Tuy nhiên, khai thác gỗ xuất khẩu, cả hợp pháp và bất hợp pháp, có làm giảm sự phong phú của khu rừng Paraguay, dẫn đến một bản ghi lệnh cấm xuất khẩu từ những năm 1970. Ngân hàng Thế giới đã dự đoán rằng có rất nhiều diện tích rừng chính của Paraguay sẽ cạn kiệt vào năm 2005.Nạn phá rừng đã xảy ra nhanh nhất ở phía đông, bởi vì chi phí vận chuyển trong khu vực Chaco từ xa có nhiều khó khăn từ việc những người tham gia sử dụng rừng trong khu vực đó. Trồng rừng theo hướng bền vững bây giờ là ngày càng tăng.
Ngành công nghiệp đánh bắt cá ở Paraguay tồn tại gần như chỉ để đáp ứng nhu cầu trong nước.

### Khai thác mỏ và khoáng sản
Không giống như nhiều quốc gia Nam Mỹ, Paraguay có ít tài nguyên khoáng sản và lịch sử khai thác rất ít thành công. Các công ty nước ngoài đã khám phá Paraguay trong những năm gần đây, tìm kiếm khoáng sản bị bỏ qua. Dự án khai thác nhỏ tồn tại, tìm kiếm vôi, đất sét, và các nguyên liệu cần thiết để làm cho xi măng, nhưng của quốc gia và các nhà sản xuất sắt thép phải nhập khẩu nguyên liệu từ các nước láng giềng.

### Sản xuất
Ngành công nghiệp sản xuất chiếm khoảng 25 phần trăm sản phẩm quốc nội của Paraguay (GDP) và sử dụng khoảng 31 phần trăm của lực lượng lao động. Sản lượng tăng 2,9 phần trăm trong năm 2004, sau năm năm sản xuất giảm. Theo truyền thống, một nền kinh tế nông nghiệp, Paraguay có hiển thị một số dấu hiệu của sự tăng trưởng dài hạn công nghiệp. Ngành công nghiệp dược phẩm là một cách nhanh chóng thay thế nhà cung cấp thuốc nước ngoài tại cuộc họp của quốc gia có nhu cầu về thuốc. Doanh nghiệp của Paraguay bây giờ đáp ứng 70 phần trăm tiêu dùng trong nước và cũng đã bắt đầu xuất khẩu thuốc. Tăng trưởng mạnh mẽ cũng là điều hiển nhiên trong việc sản xuất các loại dầu ăn được, hàng may mặc, đường hữu cơ, chế biến thịt, và thép. Tuy nhiên, vốn đầu tư hơn nữa trong ngành công nghiệp của nền kinh tế là khan hiếm. Theo sau sự để lộ ra của tham nhũng tài chính phổ biến rộng rãi trong thập niên 1990, chính phủ vẫn đang làm việc để cải thiện các tùy chọn tín dụng cho các doanh nghiệp Paraguay.
Năm 2003 sản xuất đã tăng 13,6 phần trăm của GDP, và khu vực làm việc chiếm khoảng 11 phần trăm dân số làm việc trong năm 2000. Tập trung vào sản xuất chính của Paraguay là về thực phẩm và đồ uống. Sản phẩm gỗ, sản phẩm giấy, da và lông thú, và không phải sản phẩm khoáng sản kim loại cũng đóng góp vào tổng số sản xuất. Tốc độ tăng trưởng ổn định trong GDP của sản xuất trong năm 1990 (1,2 phần trăm mỗi năm) đặt nền tảng cho năm 2002 và 2003, khi tốc độ tăng trưởng hàng năm tăng đến 2,5 phần trăm.

### Năng lượng

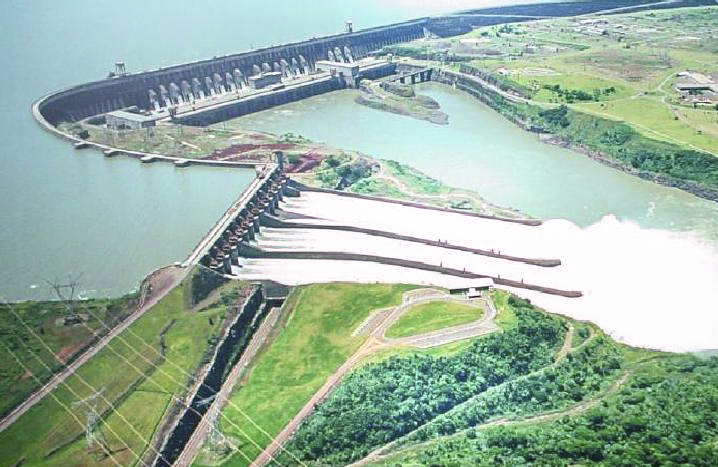
Thủy điện ở đập Itaipú

Paraguay gần như chỉ dựa duy nhất vào thủy điện để đáp ứng nhu cầu năng lượng của họ. Đập Itaipu, hoàn thành năm 1984, có quyền lực lớn thứ hai trên thế giới tạo ra năng lực: 13,3 GW. Đập này nằm trên sông Paraguay, hai nước Paraguay và Brasil đều chia sẻ quyền sở hữu, hoạt động và điện tạo ra. Ngoài ra, Paraguay đồng sở hữu một nhà máy thủy điện lớn là Yacyretá với Argentina. Paraguay chỉ sử dụng một phần nhỏ của năng lượng nó tạo ra thông qua đập Itaipu và đập Yacyretá. Trong năm 2002 Paraguay tạo ra nhiều hơn 48 tỷ kilowatt-giờ năng lượng. Họ chỉ tiêu thụ 2,5 tỷ kilowatt-giờ trong khi xuất khẩu 45,9 tỷ kilowatt-giờ. Đập Paraguay sẽ có thủy điện nhiều hơn để xuất khẩu tua bin khi lên kế hoạch mới được lắp đặt tại Itaipu và đập Yacyretá đã hoàn tất. Năm 2007 sản lượng điện tăng tới 70 TWh, và xuất khẩu đạt 64 TWh mà đặt Paraguay ở vị trí nhà xuất khẩu năng lượng điện thứ hai trên thế giới (một trong những nước đứng đầu về xuất khẩu điện là Pháp, đứng số một trong những nước xuất khẩu trên thế giới với 67 TWh, cũng phải nhập khẩu 10 TWh, trong khi Paraguay không cần nhập khẩu).
Paraguay không có trữ lượng dầu mà dựa vào dầu nhập khẩu để đáp ứng nhu cầu hạn chế trong nước đối với dầu mỏ-năng lượng được sản xuất. Chính phủ Paraguay sở hữu Petróleos Paraguayos, có trách nhiệm cho tất cả các phân phối các sản phẩm dầu mỏ. Nhà nước chấp nhận giá thầu từ các công ty dầu quốc tế, lựa chọn một vài công ty hàng năm để đáp ứng nhu cầu của đất nước. Hiện nay, Paraguay không sản xuất hoặc tiêu thụ khí tự nhiên, nhưng tiêu thụ gas nhập khẩu chủ yếu là từ Argentina.

### Dịch vụ
Các ngành dịch vụ đã tăng đến gần 50 phần trăm tổng sản phẩm quốc nội của Paraguay năm 2004 và tạo việc làm cho khoảng 19 phần trăm dân số làm việc của Paraguay. Việc nhập khẩu hàng hóa, đặc biệt là từ Argentina và Brasil, để bán và tái xuất khẩu bất hợp pháp tạo ra công ăn việc làm cho ngành công nghiệp dịch vụ. Các ngành dịch vụ có mức tăng trưởng trung bình là 0,9 phần trăm 1990-2003. Khu vực kinh tế giảm 7,8 phần trăm trong năm 2002, trước khi có ảnh hưởng ngược lại vào năm 2003 với tỷ lệ tăng trưởng 1,6 phần trăm. Sự bất ổn trong nền kinh tế và một thị trường ngầm rộng lớn đã cản trở sự phát triển của khu vực dịch vụ chính thức tại Paraguay.

### Du lịch

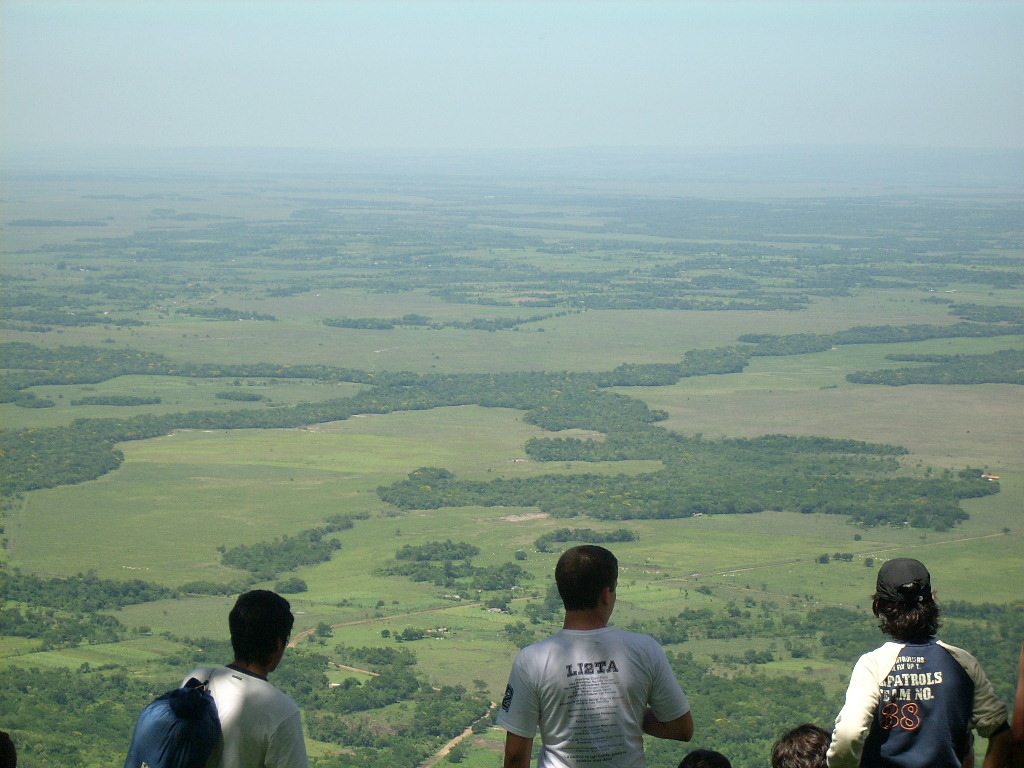
Du lịch

Paraguay có một ngành du lịch nhỏ bé. Tổng thu ngành du lịch hàng năm từ năm 2000 đến năm 2002 đã giảm. Năm 2003 tỷ lệ khách sạn Paraguay có tỷ suất phòng đã được 38 phần trăm và tăng lên 15 phần trăm trong năm 2004. Nguồn thu nhỏ bé từ du lịch đến từ việc buôn bán hàng hóa hơn là từ các du khách sang trọng. Trong nhiều năm, Paraguay từng là một thị trường trung tâm cho hàng lậu và hàng miễn thuế. Tuy nhiên, việc ra tay nghiêm trị của chính phủ Brasil và Argentina đã chậm dòng chảy của người mua sắm đi du lịch Paraguay để tìm kiếm hàng lậu.

## Ngân hàng và tài chính
Ngân hàng của Paraguay và dịch vụ tài chính công nghiệp vẫn đang hồi phục sau cuộc khủng hoảng thanh khoản của năm 1995, khi tin tức về nạn tham nhũng tràn lan dẫn đến sự đóng cửa của các ngân hàng một số đáng kể. Thúc đẩy các nỗ lực cải cách của Quỹ tiền tệ Quốc tế (IMF) và Ngân hàng thế giới đã giúp khôi phục lại một số tin cậy trong ngành ngân hàng của Paraguay. Tuy nhiên, một sự lựa chọn tín dụng ít ỏi đã gây cản trở cho nền kinh tế nói chung. Paraguay có một lịch sử lâu dài như là một trung tâm chống rửa tiền. Chính phủ đã tiến hành các bước để kiềm chế được vấn đề, nhưng thực thi pháp luật về chống rửa tiền vẫn không phù hợp.
Các công ty nước ngoài hoặc là một phần hoặc toàn bộ của hầu hết các ngân hàng và các tổ chức tài chính tại Paraguay. Ngân hàng Paraguay giữ ít hơn 10 phần trăm tiền gửi. Trong số 16 ngân hàng hoạt động tại Paraguay vào năm 2003, 50 phần trăm được hoàn toàn vốn nước ngoài và 25 phần trăm là một phần thuộc sở hữu của công ty nước ngoài. Ngân hàng Trung ương của Paraguay tồn tại để ổn định khu vực tài chính, đảm bảo rằng những cái khác vận hành trên các ngân hàng, chẳng hạn như một sự kiện xảy ra vào năm 1995, không tái diễn. Superintendencia de Bancos quy định hệ thống ngân hàng, theo dõi tỷ lệ không thực hiện các khoản vay trong hệ thống ngân hàng. Tiền gửi ngân hàng tăng đáng kể trong năm 2004, cùng với tỷ lệ phần trăm của các loại tiền tệ địa phương trong tổng số tiền gửi. Tiền gửi tiền tệ địa phương tăng 26 phần trăm trong năm 2004, một dấu hiệu cho thấy Paraguayans đạt được sự tự tin vào sự ổn định của đơn vị tiền tệ Paraguay. Trong một phát triển đầy hứa hẹn, lãi suất giảm mạnh trong năm 2004, từ 50 phần trăm trong năm 2003 còn 27 phần trăm trong năm 2004.
Thị trường chứng khoán của Paraguay, là Bolsa de Valores y Productos de Asunción, bắt đầu kinh doanh tháng 10 năm 1993. Truyền thống công ty thuộc sở hữu của gia đình và giữ sự bất ổn định kinh tế đầu tư thấp trong suốt thập niên 1990. Giá trị của cổ phiếu trên thị trường chứng khoán Asunción tăng 390 phần trăm trong năm 2004, đạt 17,5 triệu đô la Mỹ.

## Lao động
Lực lượng lao động chính thức của Paraguay ước tổng số khoảng 2,7 triệu người lao động trong năm 2004. Khoảng 45 phần trăm làm việc trong lĩnh vực nông nghiệp, 31 phần trăm trong ngành công nghiệp, và 19 phần trăm trong lĩnh vực dịch vụ. Thất nghiệp ước tính đạt khoảng 15 phần trăm. Hiến pháp của Paraguay bảo đảm quyền của người lao động để liên hiệp và thỏa ước tập thể. Khoảng 15 phần trăm công nhân là thành viên của một trong 1.600 công đoàn của Paraguay. Cuộc đình công là hợp pháp và không ít gặp.
Các điều tra năm 2001 cho thấy rằng 5 phần trăm của lực lượng lao động của Paraguay là dưới 14 tuổi. Mặc dù Paraguay phê chuẩn công ước về tuổi lao động tối thiểu của Tổ chức Lao động quốc tế năm 2004, lao động trẻ em tiếp tục được phổ biến. Gần 14 phần trăm trẻ em trong độ tuổi từ 5 đến 17 được tuyển dụng, nhiều người trong điều kiện nghèo khổ và được trả tiền lương không đáng kể. Chính phủ đã uỷ thác một mức lương tối thiểu khoảng 158 đô la Mỹ mỗi tháng cho nhân viên khu vực kinh tế tư nhân. Nhân viên chính phủ không có lương tối thiểu. Tiêu chuẩn về một tuần làm việc là 48 giờ. Năm 2004 tỷ lệ thất nghiệp của Paraguay đứng ở mức 15 phần trăm.

## Tiền tệ, tỷ giá trao đổi và lạm phát
Tiền tệ của Paraguay là guarani (PYG). Vào giữa tháng 10 năm 2005, 1 đô la Mỹ ngang bằng với PYG6155.
Giá lạm phát đã giảm đáng kể giữa năm 2003 và năm 2004, từ 14,2 phần trăm đến 30-năm thấp nhất 4,3 phần trăm. Cải cách kinh tế của tổng thống Duarte và các chương trình nghiêm khắc có kết quả nhanh hơn nhiều so với dự kiến. Vào năm 2005, các chuyên gia dự báo rằng tỷ lệ lạm phát tại Paraguay có khả năng sẽ tăng trong những năm tới, nhưng vẫn còn dưới 10 phần trăm.

## Quan hệ kinh tế nước ngoài
Paraguay là một thành viên của khối thị trường chung của miền Nam (Mercado Común del Sur hay Mercosur). Hầu hết các thương mại của Paraguay diễn ra với hàng xóm Brasil và Argentina. Trong năm 2002 Paraguay thực hiện hơn 400 triệu USD trong thương mại với Argentina và gần 800 triệu USD với Brasil. Paraguay cũng là một thành viên của ngân hàng phát triển liên Mỹ, Hiệp hội Hội nhập Mỹ Latinh, và Hệ thống kinh tế Mỹ Latinh và đã ký thỏa thuận tạo cộng đồng các quốc gia Nam Mỹ. Năm 2004, Paraguay đã ký kết một thỏa thuận hợp tác năng lượng với Venezuela để mua dầu và xăng dầu. Venezuela đã đồng ý tài trợ ưu đãi cho phép Paraguay có thể thanh toán trong một khoảng thời gian 15 năm với lãi suất danh nghĩa.
Nhập khẩu đạt 3,3 tỷ đô la Mỹ trong năm 2004. Mặt hàng nhập khẩu chủ yếu bao gồm xe ô tô, sản phẩm hoá chất, hàng tiêu dùng, thuốc lá, xăng dầu, và máy móc. Brasil là nguồn hàng đầu về nhập khẩu tới Paraguay (24,3 phần trăm), tiếp theo là Hoa Kỳ (22,3 phần trăm), Argentina (16,2 phần trăm), Trung Quốc (9,9 phần trăm), và Hồng Kông (5 phần trăm).
Các chuyên gia lưu ý rằng các số liệu thống kê nhập khẩu rất khó để xác nhận cho Paraguay, vì một nửa tổng số hàng nhập khẩu là tái xuất bất hợp pháp để Argentina hay Brasil. Nhập khẩu từ các nước Mercosur tiếp tục tăng, lên đến 57 phần trăm trong năm 2003.
Kim ngạch xuất khẩu của Paraguay đạt khoảng 2,9 tỷ đô la Mỹ trong năm 2004. Hàng hóa nông nghiệp tiếp tục lái xe tổng số xuất khẩu của Paraguay. Đậu nành đặc biệt quan trọng, chiếm 35 phần trăm tổng doanh thu xuất khẩu năm 2003. Khác cây trồng nông nghiệp bao gồm tiền mặt bông, mía, sắn, hoa hướng dương, lúa mì, và ngô. Xuất khẩu quan trọng khác bao gồm thức ăn, thịt, dầu ăn, điện, gỗ, và da. Ngay cả khi doanh thu xuất khẩu của Paraguay có sự biến động giá, Brasil vẫn là điểm đến hàng xuất khẩu chủ yếu của Paraguay (27,8 phần trăm năm 2004), tiếp theo là Uruguay (15,9 phần trăm), Ý (7,1 phần trăm), Thụy Sĩ (5,6 phần trăm), Argentina (4,3 phần trăm), và Hà Lan (4,2 phần trăm). Năm 2003, gần 60 phần trăm xuất khẩu của Paraguay đã đi sang các nước Mercosur.
Paraguay có thâm hụt thương mại khoảng 400 triệu USD trong năm 2004. Các khoản thu nhập cao hơn từ đậu nành và bông không thể bù đắp khoản tăng nhập khẩu hàng hoá tiêu dùng và sản phẩm dầu mỏ.
Sau nhiều năm có số thâm hụt, Paraguay đã đạt được một sự cân bằng tích cực của các khoản thanh toán tổng cộng 234 triệu đô la Mỹ vào năm 2003. Trong năm 2004, tuy nhiên, tài khoản hiện tại đã có một thâm hụt ước tính là 35,1 triệu đô la Mỹ.
Theo Quỹ Tiền tệ Quốc tế (IMF), Paraguay có khoản nợ kéo dài. Nợ bên ngoài tổng cộng khoảng 3,4 tỷ đô la Mỹ trong năm 2004, ở mức thấp so với hầu hết các nước châu Mỹ Latinh. Nợ của Paraguay tiếp tục giảm đến tỷ lệ tổng sản phẩm quốc nội được dự kiến trong năm tới. Paraguay đã trả 412 triệu đô la Mỹ trong nợ dịch vụ cho IMF trong năm 2004.
Đầu tư nước ngoài tại Paraguay gần như biến mất vào năm 2002. Sau khi đầu tư trực tiếp nước ngoài đạt 84 triệu đô la Mỹ trong năm 2001, chỉ có 9 triệu đô la Mỹ trong đầu tư đến từ nước ngoài vào năm 2002. Sự sụp đổ này phần lớn là kết quả của cuộc khủng hoảng tài chính ở Argentina và sự sụp đổ của ngân hàng tại Paraguay. Đầu tư trực tiếp nước ngoài đã thay đổi ngược lại trong năm 2003, đạt 90,8 triệu đô la Mỹ cho một năm.
Tới nay Paraguay vẫn đang phụ thuộc vào Quỹ Tiền tệ Quốc tế (IMF) và Ngân hàng Thế giới trong việc nhờ hỗ trợ phát triển kinh tế. Ngân hàng Thế giới đã cam kết trợ giúp Paraguay với tổng số tiền là 325 triệu đô la Mỹ giữa những năm 2003 và 2007. Các dự án hiện tại ở Paraguay nhằm mục đích cải thiện giáo dục, giao thông vận tải và phát triển nông thôn.

## Giao thông vận tải
Mạng lưới đường sá Paraguay bao gồm gần như 4.500 km đường tráng nhựa và gần 60.000 km đường thứ cấp. Mật độ của mạng đường tập trung cao tại khu vực phía Đông và thấp hơn ở khu vực Chaco. Tuy nhiên, trong năm 2007 một con đường lát đá kết nối đến biên giới Bolivia được hoàn thành trên toàn khu vực Chaco.
Các Paraguay-Paraná đường thủy tạo thành một tuyến đường cần thiết cho việc vận chuyển hàng hoá xuất khẩu, nhập khẩu.
Tuyến đường sắt nối Asunción tới Encarnación thực sự không hoạt động, nhưng hiện còn có một kết nối giữa Encarnación và Posadas (Argentina) cho việc vận chuyển hàng hoá nông nghiệp.
Paraguay có hai sân bay quốc tế, Sân bay quốc tế Silvio Pettirossi ở Asunción và Sân bay quốc tế Guarani, ở Ciudad del Este. Ngoài ra còn có các sân bay phụ ở một số vùng khác của đất nước.

## Phương tiện thông tin và truyền thông
Có năm báo chí quốc gia và một số lượng lớn của các ấn phẩm địa phương. Có năm đài truyền hình Paraguay. Ngoài ra, nhà ga quốc tế thiết yếu có thể được nhận bằng điện tín tại các khu đô thị chính.
Các mạng cố định được kiểm soát bởi công ty nhà nước COPACO. Mạng điện thoại di động mở cửa cho nhà khai thác tư nhân tham gia. Có bốn nhà khai thác cạnh tranh vận hành điện thoại di động ở Paraguay. Trong vài năm qua điện thoại di động phủ sóng cho người dân đã được trải rộng hơn vùng phủ sóng của điện thoại cố định.

## Thống kê
GDP (sức mua tương đương):
- 30.9 tỷ USD (2005 ước)

GDP (tỷ giá chính thức):
- 7,586 tỷ USD (2005 ước)

GDP - Tốc độ tăng trưởng thực:
3,3% (2005 ước)
GDP - bình quân đầu người:
sức mua tương đương - 4.900 USD (2005 ước)
GDP - theo ngành:
- Nông nghiệp: 27,5%
- Công nghiệp: 24%
- Dịch vụ: 48,5% (2005 ước)

Lực lượng lao động:
2.68 triệu (2005 ước)
Lực lượng lao động - theo nghề nghiệp:
nông nghiệp 45%
Tỷ lệ thất nghiệp:
16% (2005 ước)
Dân số dưới mức nghèo:
32% (2005 ước)
Hộ gia đình có thu nhập hoặc tiêu dùng bằng cách chia sẻ phần trăm:
- Thấp nhất 10%: 0,5%
- Cao nhất 10%: 43,8% (1998)

Phân phối thu nhập của gia đình - Chỉ số Gini:
56,8 (1999)
Tỷ lệ lạm phát (giá tiêu dùng):
7.5% (2005 ước)
Đầu tư (tổng cố định):
20,1% của GDP (2005 ước)
Ngân sách:
- Thu: 1,334 tỷ USD
- Chi: 1,37 tỷ USD, bao gồm cả chi phí vốn của 700 triệu USD (2005 ước)

Nợ của nhà nước:
36,1% GDP (2005 ước)
Nông nghiệp - sản phẩm:
bông, mía, đậu tương, ngô, lúa mì, thuốc lá, khoai mì (sắn), trái cây, rau quả, thịt bò, thịt lợn, trứng, sữa; gỗ
Các ngành công nghiệp:
đường, xi măng, dệt may, đồ uống, các sản phẩm thép gỗ,, luyện kim, điện lực
Tốc độ tăng trưởng sản xuất công nghiệp:
0% (2000 ước)
Điện lực:
- Sản xuất: 51,29 tỷ kWh (2003)
- Tiêu thụ: 3,528 tỷ kWh (2003)
- Xuất khẩu: 44,17 tỷ kWh (2003)
- Nhập khẩu: 0 kWh (2003)

Điện - sản xuất theo nguồn:
- Nhiên liệu hóa thạch: 0%
- Thủy điện: 99,9%
- Hạt nhân: 0%
- Khác: 0,1% (2001)

Dầu mỏ:
- Sản xuất: 0 bbl/ngày (2003 ước)
- Tiêu thụ: 25.000 bbl/ngày (2003 ước)

Tài khoản số dư hiện tại:
- 170 triệu USD (2005 ước)

Xuất khẩu:
- 3,13 tỷ USD f.o.b. (2005 ước)

Xuất khẩu - đối tác:
Uruguay 27,8%, Brasil 19,2%, Argentina 6,3%, Thụy Sĩ 4,1% (2004)
Nhập khẩu:
- 3.832 tỷ USD f.o.b. (2005 ước)

Nhập khẩu - đối tác:
Brasil 30.9%, Argentina 23,3%, Trung Quốc 16,6%, Hoa Kỳ 4% (2004)
Dự trữ ngoại hối và vàng:
- 1.293 tỷ USD (2005 ước)

Nợ - bên ngoài:
- 3.535 tỷ USD (2005 ước)

Viện trợ kinh tế - người nhận:
NA
Tiền tệ:
1 Guarani (G) = 100 centimos
Tỷ giá trao đổi:
guarani (G) mỗi đô la Mỹ - 6,158.47 (2005), 5,974.6 (2004), 6,424.34 (2003), 5,716.26 (2002), 4,105.92 (2001), 3,332.0 (tháng 1 năm 2000), 3,119.1 (1999), 2,726.5 (1998), 2,177.9 (1997), 2,056.8 (1996), 1,963.0 (1995); lưu ý - kể từ đầu năm 1998, tỷ giá đã hoạt động như một quản lý thả nổi; trước khi đó, tỷ giá đã được xác định trên thị trường tự do.
Năm tài chính:
Năm dương lịch

## Khác
1. ↑  “Doing Business in Paraguay 2012”. World Bank. Truy cập ngày 21 tháng 11 năm 2011.
2. ↑  “Export Partners of Paraguay”. CIA World Factbook. 2012. Bản gốc lưu trữ ngày 12 tháng 2 năm 2018. Truy cập ngày 24 tháng 10 năm 2014.
3. ↑  “Import Partners of Paraguay”. CIA World Factbook. 2012. Bản gốc lưu trữ ngày 13 tháng 8 năm 2016. Truy cập ngày 24 tháng 10 năm 2014.
4. 1 2 3 4 5 6 7 8 9 10 11 12 13 14 15 16 17 18 19 20 21 22 23 24 25 26 27  Paraguay country profile. Library of Congress Federal Research Division (tháng 10 năm 2005).
5. ↑  “Paraguay GDP grows 5.8% in 2008; record per capita income”. Mercopress. ngày 30 tháng 12 năm 2008. Bản gốc lưu trữ ngày 8 tháng 1 năm 2009. Truy cập ngày 10 tháng 1 năm 2009.
6. ↑  “Impenetrable olvido (..tan bajo el valor de la tierra que con dos campañas, sobra..)” (bằng tiếng Tây Ban Nha). AMBIENTE-ARGENTINA. Bản gốc lưu trữ ngày 9 tháng 7 năm 2012. Truy cập ngày 9 tháng 9 năm 2008.
7. ↑  “Cada vez más Uruguayos compran campos Guaranés” (PDF) (bằng tiếng Tây Ban Nha). Consejo de Educacion Secundaria de Uruguay. 26 tháng 6 năm 2008. Bản gốc (PDF) lưu trữ ngày 25 tháng 2 năm 2009. Truy cập ngày 5 tháng 9 năm 2009.
8. ↑  “Bản sao đã lưu trữ”. Bản gốc lưu trữ ngày 14 tháng 1 năm 2009. Truy cập ngày 5 tháng 9 năm 2009.
9. ↑  “Bản sao đã lưu trữ”. Bản gốc lưu trữ ngày 9 tháng 3 năm 2013. Truy cập ngày 5 tháng 9 năm 2009.